# 宏実
宏実（ひろみ）は、日本の女性シンガーソングライターである。HIROMI、Hiromi Rainbowの名でも作家活動をしている。

## プロフィール
4歳の頃から生田流箏（こと）を弾き始め、様々な種類の音楽に囲まれて育つ。錦城高校の時にR&B、ヒップホップに魅了され、クラブ等で歌い始める。2002年より2年半ボストンで現地の大学に通学する傍らボイストレーニングを受け、2004年4月にその大学で行われた「Talent Show」と8月に行われたBostonのラジオ局「Star 97.3」主催のコンテスト「North End Idol Contest」にて優勝する。ボストンから帰国後の2004年、R&BプロデューサーのNao'ymtと念願の対面を果たし、翌2005年、彼のプロデュースによる初の楽曲『Recover』をiTunes Storeよりリリース。他アーティストの作品にフィーチャリング、作詞で数多く参加する一方、2009年6月24日に初のフルアルバム『RAINBOW』をリリースした。
作曲家としての特徴は、生まれながらに持つ感性豊かな表現力から発する洋楽テイストを絡めた強いメロディライン。倖田來未や板野友美などの楽曲を手掛ける。
作詞に関しても、楽曲のニュアンスを最大限に活かした表現力を武器に、Nissy（西島隆弘, AAA）やDream Amiなどの楽曲を手掛けている。楽曲制作や作詞だけでなく、コーラスワークも手掛け、CHARLI XCXやBlock Bなどの海外アーティストの日本語歌詞も手掛ける。
2017年にはco-writingとしてSofi Tukkerの“Best Friend (feat. NERVO, The Knocks & Alisa Ueno)”に携わり、この曲はApple『iPhone X』のCMソングに起用され、全世界話題の曲となった。そのほかにも、『Triumph』や『Jimmy Choo』のCMソング、ゲーム『FIFA 18』のサウンドトラックや映画『Ocean's 8』のサウンドトラックなど多岐に渡って起用されている。

## ディスコグラフィー

### ミニアルバム CD
|     | 発売日         | タイトル      |
| --- | -------------- | ------------- |
| 1st | 2008年5月21日  | True Colors   |
| 2nd | 2009年12月2日  | HOT CHOCOLATE |
| 3rd | 2017年12月12日 | Phenomenon    |

### シングル CD
|     | 発売日        | タイトル           |
| --- | ------------- | ------------------ |
| 1st | 2009年9月16日 | 愛されたい         |
| 2nd | 2013年7月24日 | PARTNER feat.CIMBA |
| 3rd | 2019年2月22日 | Overflow feat.AZU  |

### 配信 シングル
| 発売日         | タイトル                                         |
| -------------- | ------------------------------------------------ |
| 2006年10月15日 | L.O.V.E. feat. FRG                               |
| 2007年8月15日  | 恋煩い                                           |
| 2007年12月12日 | OUR CHRISTMAS SONG                               |
| 2008年7月15日  | Vanilla                                          |
| 2010年12月1日  | Fallin' In Love Again                            |
| 2011年8月3日   | Butterflies                                      |
| 2011年11月9日  | 似たものどうし                                   |
| 2012年7月25日  | Teenage Love                                     |
| 2012年9月26日  | I Need You -愛されたい-                          |
| 2012年10月10日 | HONESTY feat. HISATOMI                           |
| 2013年2月27日  | Don't Say It's Over                              |
| 2013年3月27日  | Reason - I Still Love You -                      |
| 2013年5月22日  | M <プリンセス プリンセス カバー>                 |
| 2013年12月4日  | Hello Mr. Santa Clause (feat. MIKU a.k.a.tomboy) |
| 2015年7月15日  | NOT THE END                                      |
| 2015年7月29日  | TEQUILA SUNRISE                                  |
| 2015年10月2日  | BYE BYE YESTERDAY                                |
| 2017年11月22日 | キミガイテモイナクテモ                           |
| 2019年12月15日 | Closer                                           |
| 2022年9月21日  | フレンドゾーン feat. CIMBA                       |
| 2022年10月19日 | Midnight Flight / U-Key zone & 宏実              |
| 2023年3月29日  | GAME OVER (English Ver.)                         |
| 2023年4月5日   | GAME OVER                                        |
| 2023年6月28日  | 246                                              |

### フィーチャリング
- COYASS『FIRE!! feat. 宏実』（2006年5月10日） ※iTunes Store限定
- YO-HEY『STORM feat. 宏実』（2006年8月9日） ※iTunes Store限定
- MAKAI『Stay True』（2007年2月14日）
  - M-9「Like Clouds In The Sky feat. HIROMI」
- CIMBA『PREMEIRA』（2007年8月8日）
  - M-9「香水 feat. 宏実」
- ティンバランド『ティンバランド・プレゼンツ・ショック・ヴァリュー 〜続編。』（2007年10月10日）
  - M-20「The Way I Are feat. WISE」
- Mr. Low-D『Sanctuary』（2007年10月24日）
  - M-3「Play Back The Radio 〜おつかれSUNDAY〜 feat. YORK & 宏実」
- CIMBA『香水 part II feat. 宏実 &S-KEY-A』（2007年10月31日） ※iTunes Store限定
- ground.escape『LET BE YOUR GIRL feat. hiromi』（2007年12月5日） ※iTunes Store限定
- Vlidge『Hip Pops』（2007年12月19日）
  - M-7「Your Body feat. Lotus Juice & 宏実」
- 10FOR EFDEE『104 〜4 Japanese〜』（2008年5月21日）
  - M-6「Be Alright feat. 宏実」
- KEN-RYW『Sympathy III』（2008年6月25日）
  - M-6「Time Capsule feat. 宏実」
- Revival Stance『Step To The New World』（2008年7月23日）
  - M-1「Step to The New World feat. 宏実」
- DJ TOMO『045 RENAISSANCE』（2008年9月24日）
  - M-9「Cryin' feat. 宏実」
- Full Of Harmony『BEST FEAT 9909』（2009年1月14日）
  - M-1「Stay With Me feat. 宏実」
- WISE『ふりむかないで feat. Hiromi』（2009年4月1日）
- HI-D -"RIDE" w/t new trial-『It's Not Over』（2009年12月23日）
  - M-10「YOU ARE NOT ALONE」
- DIX-T『Plelude』（2010年2月10日）
  - M-2「A. feat. GIPPER, 宏実」
- EQUAL『SWORD FISH』(2010年2月24日)  
  - M-15「Live Your Life ft.宏実」
- MAKAI『LOVE LITE』（2010年4月28日）
  - M-7「I Belong 2 U feat. 日之内エミ & Emyli & 宏実」
- Mr.BEATS a.k.a. DJ CELORY『BEATS LEGEND 〜Boogie Wonderland〜』（2010年7月21日）
  - M-20「Boogie Wonderland feat. ERONE, サイプレス上野, 山口リサ & 宏実」
- Natural Radio Station『イマカレ、モトカレ feat.宏実』（2011年7月6日）
- DIORI a.k.a. D-ORIGINU『SPREAD YOUR WING』（2011年11月23日）
  - M-7「Chocolate Love feat. LEO, 宏実」
- Alice『X LOVERS feat.SHUN』（2012年4月11日）
  - M-2「BEAUTIFUL feat. 宏実」
- Natural Radio Station『モトサヤ feat.宏実』（2012年5月23日）
- HYENA『Lyrical Pimpsta』（2012年5月23日）
  - M-3「嘘 〜少女Aの告白〜 feat. 宏実」
- J-DAD『My Soul Days』(2015年1月21日)  
  - M-3「Can't Say Still I  Love You (feat.宏実)」
- Miss-art『Human ft.宏実』（2016年４月20日）
- Linus『I Won't Go Back feat.宏実』（2021年3月5日）
- CIMBA『セフレって言わない feat.宏実』（2021年12月15日）
- U-Key zone『Without You』<U-Key zone, 宏実 & Yusuke Yamada> (2022年1月1日)

### コンピレーションアルバム
- 『ON/OFF 〜seven colors〜』（2007年6月6日）
  - M-4「言葉にできない」
  - M-4「空も飛べるは宏実ず」
- 『Nao'ymt wit'-1st Season-』 by Nao'ymt（2008年4月30日）
  - M-3「Oh Oh」
  - M-10「Recover」
- 『Special Calling』 by HI-D（2008年9月10日）
  - M-10「嫌いなもの」
- 『WHAT'S R&B?』 by DJ KOMORI（2008年11月26日）
  - M-24「"Hate U"」
- 『Special Calling 〜session 2〜』 by HI-D（2009年11月25日）
  - M-5「助手席 feat. GIPPER」
- 『WHAT'S R&B? 2010』 by DJ KOMORI（2010年6月23日）
  - M-13「Colorful World」
- 『U-Key zone presents "The advent of UKZ" 』  (2010年8月11日)
  - M-2「Superwoman feat. SWAY」
- 『U-Key zone presents "The advent of UKZ" Complete 』 (2011年8月3日)
  - M-1「This Is Love」
  - Ｍ-6「Time to Go」
- 『HI-D Produced Album Special Calling 〜new edition〜』 by HI-D（2015年12月9日）
  - M-1「あまざらし / 宏実 & TOC」

### 楽曲提供した主なアーティスト
- Bad Ass Temple
  - R.I.P.（作曲)
  - でらすげぇ宴（作詞・作曲）

- Block B
  - Don't Leave -JP ver.-（日本語歌詞）
  - Jackpot -JP ver.-（日本語歌詞）
  - Movie's Over -JP ver.-（日本語歌詞）
  - Shall We Dance -JP ver.-（日本語歌詞）
  - Toy -JP ver.-（日本語歌詞）
  - Yesterday -JP ver.-（日本語歌詞）
  - 痛くない(U-KWON)（日本語歌詞）
- Block B PROJECT-1
  - WINNER feat. ちゃんみな (U-KWON, P.O)（作詞 / 作曲）
- Charil XCX
  - Break The Rules（日本語歌詞）
- CIMBA
  - セフレって言わない feat.宏実

- COLOR CREATION
  - Butterfly（作詞）
  - I'm Here（作詞）
- DarkestoRy
  - 声をあげても（作詞）
- Dream Ami
  - Alright!（作詞 / アディショナルコーラス）
- E-girls
  - Hey You!（作詞）
- JAY'ED
  - Without You feat.Crystal Kay（作詞）
- Kizuna AI
  - Hello World（作詞 / 作曲）
- Lead
  - シンギュラリティ（作曲）
- LE SSERAFIM
  - Blue Flame -Japanese ver.-（作詞）

- MAGICOUR
  - Getcha（作詞）

- MAKAI
  - I'm Proud feat. Mariko Ide（作詞）
  - SHINE YOUR LIGHT ON ME feat. KCO（作詞）
- MOONCHILD
  - CHILI CHOCOLATE（作詞）
- MYNAME
  - Burning Love（作詞）
- NATURE
  - What's Up -Japanese ver.-（日本語歌詞）
- Nissy（西島隆弘, AAA）
  - Addicted（作詞）
  - Affinity（作詞）
  - Aquarium（作詞）
  - Cat & Mouse（作詞）
  - Do Do（作詞）
  - Don't let me go（作詞）
  - Don't Stop The Rain（作詞）
  - Girl I Need（作詞）
  - Get You Back（作詞）
  - Jealous（作詞）
  - LOVE GUN（作詞）
  - My Luv（作詞）
  - NA（作詞）
  - Never Stop（作詞）
  - Playing With Fire（作詞）
  - Relax & Chill（作詞）
  - Say Yes（作詞）
  - SHADOWS（作詞）
  - SPACESHIP（作詞）
  - SUGAR（作詞）
  - The Days（作詞）
  - The Ride（作詞）
  - Trippin（作詞）
  - おやすみ（作詞）
  - 君に触れた時から（作詞）
  - まだ君は知らない MY PRETTIEST GIRL（作詞）
- OCTPATH
  - Like
- ONEPIXCEL
  - Summer Genic（作曲）
  - サヨナラの前に（作曲）
  - シャラララ（作詞）
- OWV
  - So Picky（作詞）
  - Beautiful（作詞）
  - Bling Bling（作詞）
  - Question（作詞）
- RYUJI IMAICHI
  - Diamond Dance（アディショナルボーカル）
  - Sweet Therapy（作詞 / 作曲）
  - オヤスミのくちづけ（作曲）
  - 星屑のメモリーズ（作詞 / 作曲）
- SixTONES
  - Outrageous（作詞）
  - 彗星の空（作詞）
  - ONE SONG（作詞）
- Snow Man
  - ADDICTED TO LOVE（作詞 / 作曲）

- Sofi Tukker
  - Best Friend feat. NERVO, The Knocks & ALISA UENO（共同制作）
- SUPER★DRAGON
  - WARNING（作詞）
- THE RAMPAGE from EXILE TRIBE
  - Dirty Disco（作詞）
  - Dirty Disco (English Version)（作詞）
- TOMORROW X TOGETHER
  - MOA Diary (Dubaddu Wari Wari) [Japanese Ver.] (日本語作詞)
- T2U（from:Block B）
  - 遅すぎるのに （作詞）
  - Ocean（作詞）
- V6
  - All For You（作詞）
- Wild Culture, French Pirates, ALISA UENO
  - Killer Queen
- 板野友美
  - Belly Dancer（作詞）
  - BOW WOW（作詞）
  - BRIGHTER（作曲）
  - Destiny（作曲）
  - Girls Do（作詞）
  - HIDE & SEEK（作詞 / 作曲）
  - Just as I am（作詞）
  - Little Devil Girl（作詞 / 作曲）
  - LOCA（作詞 / 作曲）
  - LOVE SEEKER（作曲）
  - MAN UP!!（作詞 / 作曲）
  - OMG（作詞）
  - SWAGGALICIOUS（作詞）
  - Triple "0"（作詞）
  - 君に贈るうた（作曲）
  - 恋ゴコロ（作詞 / 作曲）
  - すき。ということ（作詞）
  - 私のONLY ONE（作詞 / 作曲）
- 倖田來未
  - XXX（作曲）
  - DO ME（作曲）
- 佐藤広大
  - MY ONLY ONE feat. 宏実/YUTAKA(Full Of Harmony) -19BOX Ver.-（作曲）
  - とにかく君が好き（作詞）
- 塩ノ谷早耶香
  - I WISH（作詞）
  - Sky Falls Down（作曲）
- スダンナユズユリー
  - SYYB（作曲）
- 大門弥生
  - MISS YOU（作詞）
- 竹内唯人
  - ニビイロ（作詞）
- 天上智喜
  - 少しでいいから（作詞）
- 品行ZERO (BASTARZ by B-BOMB, U-KWON, P.O)
  - Charlie Chaplin (Japanese Version)（日本語歌詞）
- 花海咲季（長月あおい）
  - Fighting My Way（作詞）
- 星街すいせい, Mori Calliope
  - Wicked feat.Mori Calliope（作詞）
- ゆたせなcp
  - New World（作詞）
- 優美
  - Sweet Apple Pie（作詞）
- 5IGNAL
  - BE WITH YOU (Japanese Ver.)（作詞）
  - DANGER (English Ver.)（作詞 / 作曲）
  - ENCORE (English Ver.)（作詞 / 作曲）
  - NOT OVER (English Ver.)（作詞 / 作曲）
  - NOT OVER (Japanese Ver.)（作詞 / 作曲）
  - SOLDIER (English Ver.)（作詞 / 作曲）
- +81 DA B BABE
  - Catch Me（作詞 / 作曲）

### テレビ
- ハッピーMusic（日本テレビ、2010年12月4日）出演
- 音流（テレビ東京、2018年2月9日）出演

## タイアップ
VANILLA
映画「STEP UP 2」日本語版トレーラーイメージソング
YES
フジテレビ系「なべあちっ!」2009年6月15日 - 29日エンディングテーマ
テレビ東京系「音風♪」2009年6月22日 - 25日エンディングテーマ

## 出演イベント
- 2012年7月11日 - BREAK GIRLS FESTIVAL -夏の浴衣&水着祭り-
- 2012年8月23日 - TAION presents [TAION] STARTING PARTY
- 2013年3月2日 - CaraMelo
- 2014年5月3日 - CaraMelo 5周年SP
- 2014年7月27日 - "INDEPENDENCE DAY"～ 5IGNAL 1st SHOW TIME ～
- 2014年8月10日 - 音霊 OTODAMA SEA STUDIO 2014 「CATCH the WAVE」
- 2014年9月20日 - MUSIC TRIBE 2014
- 2015年3月7日 - CaraMelo
- 2015年12月24日 - 日本橋STYLE vol.7 ～Christmas special～